# Neoanthura coeca
Neoanthura coeca is een pissebed uit de familie Paranthuridae. De wetenschappelijke naam van de soort is voor het eerst geldig gepubliceerd in 1956 door Menzies.